# فركاس

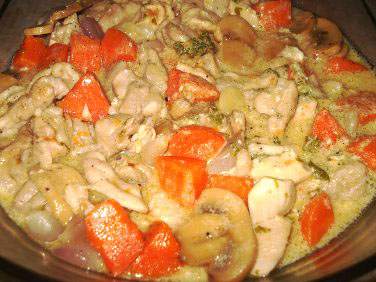
فركاس الدجاج

الفَرْكاس يخنة مصنوعة من قطع اللحم التي حُمرت بالزبدة ثم تُقدم في صلصة متبلة مع مرق الطهي.  عادة ما يتم صنع الفَركاس من الدجاج أو لحم العجل أو الأرنب مع اختلافات محدودة فقط بالمكونات الموجودة في الطباخ في متناول اليد. وتُسمى طريقة الطبخ هذه الفَرْكَسة.